# 鹿児島県道275号松薗加世田線
鹿児島県道275号松薗加世田線（かごしまけんどう275ごう まつぞのかせだせん）は、鹿児島県南九州市から南さつま市に至る一般県道である。

## 概要
現在の路線は1959年（昭和34年）12月21日に鹿児島県告示920号により認定された。

### 路線データ
- 起点：鹿児島県南九州市川辺町上山田（国道225号交点）
- 終点：鹿児島県南さつま市加世田内山田（国道270号）交点

## 歴史
- 1959年（昭和34年）12月21日 - 鹿児島県告示920号により認定[1]。

## 地理

### 通過する自治体
- 南九州市
- 南さつま市

### 交差する道路
| 交差する道路 | 市町村名   | 交差する場所 | 交差する場所 |
| ------------ | ---------- | ------------ | ------------ |
| 国道225号    | 南九州市   | 川辺町上山田 | 起点         |
| 国道270号    | 南さつま市 | 加世田内山田 | 終点         |

### 沿線
- 南九州市立大丸小学校
- 南さつま市立内山田小学校